# Danijel Šarić
Danijel Šarić (Doboj, 27 giugno 1977) è un ex pallamanista bosniaco naturalizzato qatariota.

## Palmares

### Club

#### Competizioni nazionali
- Campionato serbo-montenegrino: 2

Stella Rossa: 1996-97, 1997-98
- Coppa di Serbia e Montenegro: 1

Sintelon: 1999-00
- Liga ASOBAL: 6

Barcellona: 2010-11, 2011-12, 2012-13, 2013-14, 2014-15, 2015-16
- Coppa del Re: 2

Barcellona: 2009-10, 2013-14
- Coppa ASOBAL: 6

Barcellona: 2009-10, 2011-12, 2012-13, 2013-14, 2014-15, 2015-16
- Supercoppa di Spagna: 4

Barcellona: 2009, 2010, 2013, 2014
- Qatari Handball League: 2

Al-Duhail: 2017-18
Al-Arabi: 2019-20

#### Competizioni internazionali
- EHF Champions League: 2

Barcellona: 2010-11, 2014-15
- IHF Super Globe: 2

Barcellona: 2013, 2014

### Nazionale
- Mondiali

 Qatar 2015
- Coppa d'Asia

 Bahrein 2016, Corea del Sud 2018, Kuwait 2016

### Individuale
- MVP della Liga Asobal: 2010-11, 2013-14
- Miglior portiere della Liga Asobal: 2010–11, 2011–12, 2012–13, 2013–14
- Miglior portiere della Coppa Asobal: 2010–11, 2011–12, 2014-15
- Miglior portiere della Supercoppa spagnola: 2009, 2010, 2012, 2013